# Smólnik (gromada 1954–1961)
Smólnik – dawna gromada, czyli najmniejsza jednostka podziału terytorialnego Polskiej Rzeczypospolitej Ludowej w latach 1954–1972.
Gromady, z gromadzkimi radami narodowymi (GRN) jako organami władzy najniższego stopnia na wsi, funkcjonowały od reformy reorganizującej administrację wiejską przeprowadzonej jesienią 1954 do momentu ich zniesienia z dniem 1 stycznia 1973, tym samym wypierając organizację gminną w latach 1954–1972.
Gromadę Smólnik z siedzibą GRN w Smólniku utworzono – jako jedną z 8759 gromad na obszarze Polski – w powiecie włocławskim w woj. bydgoskim, na mocy uchwały nr 24/17 WRN w Bydgoszczy z dnia 5 października 1954. W skład jednostki weszły obszary dotychczasowych gromad Adamiowo, Kosinowo, Ładne, Mursk, Mostki, Przerytka, Smólnik, Telążna Leśna i Telążna Stara ze zniesionej gminy Dobiegniewo w tymże powiecie. Dla gromady ustalono 23 członków gromadzkiej rady narodowej.
1 stycznia 1961 z gromady Smólnik wyłączono część oddziału leśnego nr 78 o powierzchni 8 ha, włączając go do gromady Modzerowo w tymże powiecie; do gromady Smólnik włączono natomiast część oddziałów leśnych nr nr 138, 159, 180, 201 (wchodzących w skład nadleśnictwa Czarne) o powierzchni 36 ha z gromady Kowal w tymże powiecie.
Gromadę zniesiono 31 grudnia 1961, a jej obszar wszedł w skład nowo utworzonej gromady Wistka Królewska w tymże powiecie.
Uwaga: Gromada Smólnik (o innym składzie) istniała także przejściowo w roku 1972.